# Cor Schuuring
Cornelis „Cor” Schuuring (ur. 30 marca 1942 w Amsterdamie) – holenderski kolarz torowy i szosowy, brązowy medalista olimpijski.

## Kariera
Największy sukces w karierze Cor Schuuring osiągnął w 1964 roku, kiedy wspólnie z Gerardem Koelem, Henkiem Cornelisse i Jacobem Oudkerkiem zdobył brązowy medal w drużynowym wyścigu na dochodzenie podczas igrzysk olimpijskich w Tokio. Był to jedyny medal wywalczony przez Schuuringa na międzynarodowej imprezie tej rangi oraz jego jedyny start olimpijski. Dwukrotnie zdobywał medale torowych mistrzostw Holandii, ale nigdy nie zwyciężył. Startował także w wyścigach szosowych, wygrywając między innymi w Dwars door Gendringen i klasyfikacji generalnej Olympia's Tour w 1964 roku oraz Rotterdam-Katendrecht w 1968 roku. W 1962 roku zdobył złoty medal w wyścigu ze startu wspólnego amatorów na szosowych mistrzostwach kraju. Nigdy jednak nie zdobył medalu na szosowych ani torowych mistrzostwach świata.